# ستيفن شوماخر
ستيفن شوماخر (بالإنجليزية: Steven Schumacher)‏ (30 أبريل 1984 بليفربول في المملكة المتحدة - ) هو لاعب كرة قدم بريطاني في مركز الوسط. لعب مع أولدهام أثلتيك وبرادفورد سيتي وستيفيناغ بوروه ونادي إيفرتون ونادي بوري ونادي كارلايل يونايتد ونادي كرو ألكساندرا وفليتوود تاون.

## وصلات خارجية
- ستيفن شوماخر على موقع قاعدة بيانات كرة القدم.إي يو (الإنجليزية)
- ستيفن شوماخر على موقع Soccerbase.com (لاعب) (الإنجليزية)
- ستيفن شوماخر على موقع Soccerway.com (الإنجليزية)